# Nester Rubtsov
Nester Gavrilovich Rubtsov (1799-1874) foi um militar e cientista russo que participou da Expedição Langsdorff ao Brasil, iniciada em maio de 1824.

## Biografia
Nester Gavrilovitch Rubtsov nasceu em São Petersburgo em outubro de 1799, vindo de uma família de um capitão de navio mercante. Graduado pela Escola de Navegação da Frota do Báltico, Rubtsov teria sido recomendado a Langsdorff por um amigo, o navegador Vassili Golovnine, e chegou ao Brasil em 1822. Ele ficou responsável pelas observações astronômicas e pela confecção de mapas e plantas. Após seu retorno à Rússia, Rubtsov assumiu a direção do Arquivo do Departamento Hidrográfico do Ministério da Marinha em 1837, vindo a falecer em São Petersburgo no ano de 1874.

## Mapas

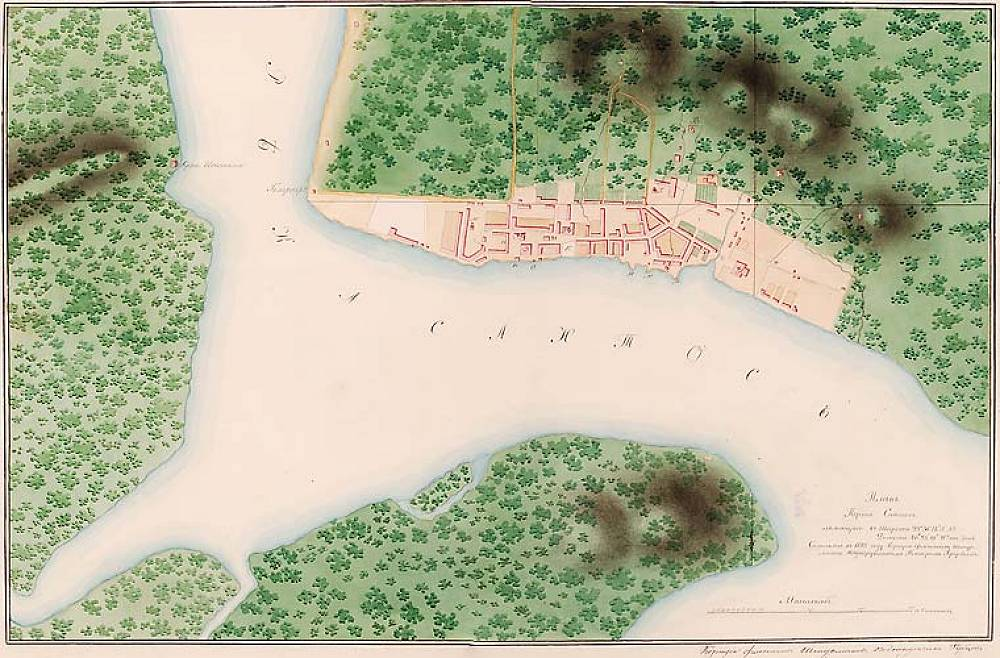
Ao passar por Santos, Rubtsov fez este mapa, que mostra um trecho do porto de Santos.

A coleção de mapas feita por Nester Rubtsov se encontra no arquivo da Academia de Ciências da Rússia, na cidade de São Petersburgo, mais especificamente no Arquivo Naval Russo. Além dos mapas, a Academia Russa preserva ainda 368 dos desenhos e aquarelas da expedição. No ano de 2010, durante uma exposição no Centro Cultural do Banco do Brasil de São Paulo, 36 mapas feitos pelo cartógrofo russo Nester Rubtsov foram exibidos na mostra Expedição Langsdorff.

### Listagem
Rubtsov fez plantas do Porto de Santos e de cidades brasileiras como Cuiabá. Dentre seus diversos mapas e plantas realizados ao longo da expedição, constam:
- Planta da cidade de Nova Friburgo[8]
- Planta do porto de Santos (1825)[9]
- Mapa específico da entrada do porto de Santos (1825)[9]
- Plantas da cidade de Poconé e Maria[9]
- Mapa do trajeto entre Diamantino até o Pará[9]